# مارك أوليانو
مارك أوليانو (بالإيطالية: Mark Iuliano)‏ مواليد 12 أغسطس 1973 في كوزنسا، هو لاعب كرة قدم إيطالي سابق كان يلعب كمدافع. سبق له أن لعب في كأس العالم لكرة القدم مع منتخب بلاده.

## المسيرة الاحترافية

### أندية لعب لها
- نادي ساليرنيتانا
- يوفنتوس
- ريال مايوركا
- نادي سامبدوريا
- نادي مسينا
- نادي رافينا

## روابط خارجية
- مارك أوليانو على موقع الاتحاد الدولي (مؤرشف)  (الإنجليزية)
- مارك أوليانو على موقع قاعدة بيانات كرة القدم.إي يو (الإنجليزية)
- مارك أوليانو على موقع ناشيونال فوتبول تيمز (الإنجليزية)
- مارك أوليانو على موقع عالم كرة القدم.نت (الإنجليزية)